# Meketra

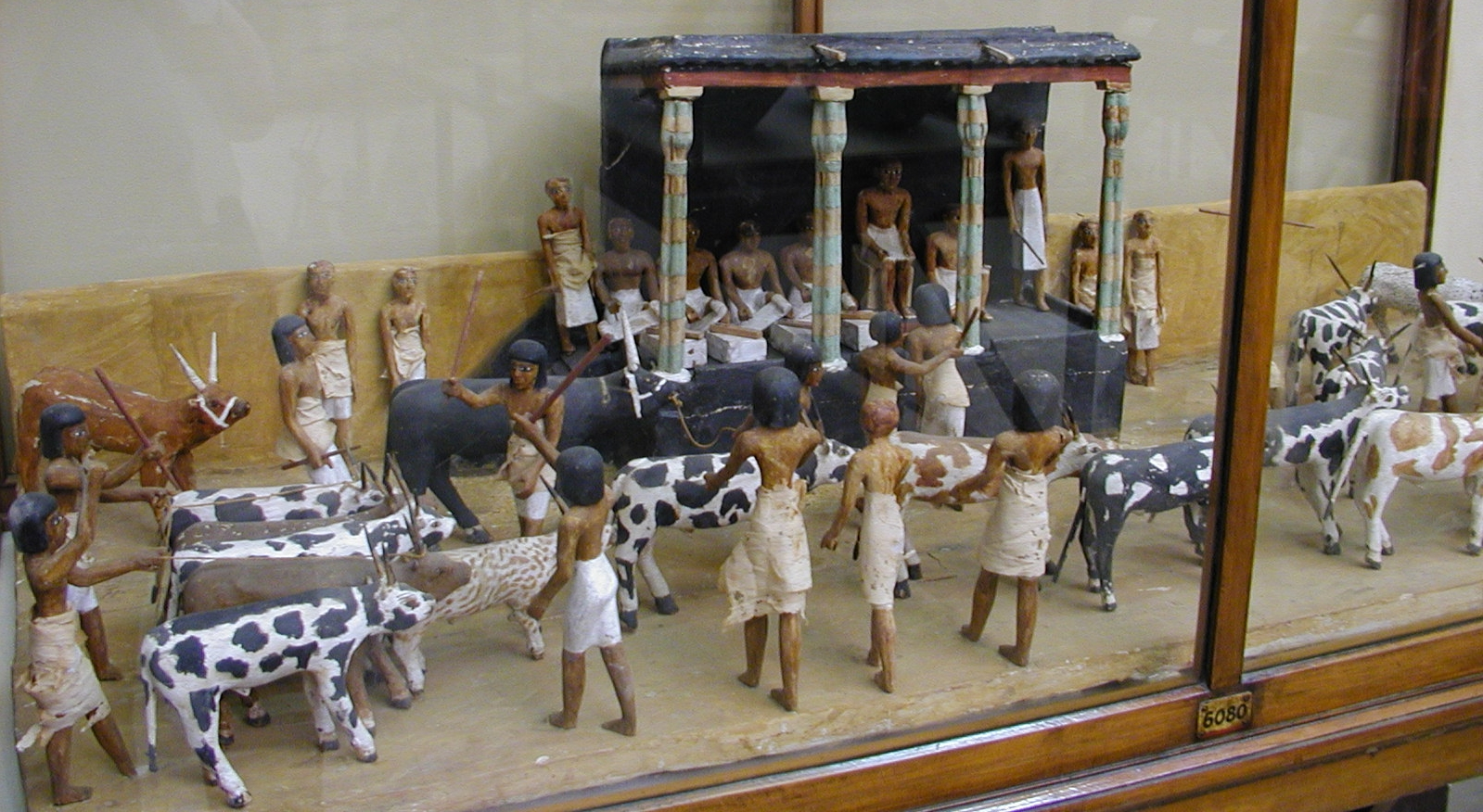
Model de Meketra observant el comptatge del seu bestiar

Meketra fou un alt càrrec oficial de l'Antic Egipte, tresorer reial i supervisor de la casa durant el regnat de Mentuhotep I, Mentuhotep II i, probablement, Amenemhet I, durant el Regne Mitjà.
La seua tomba es va descobrir el 1919 a prop de la tomba de Mentuhotep II, a Deir el-Bahari.

## Biografia
Meketra apareix per primera vegada en una inscripció en una roca en el uadi Shatt el-Rigala, i duu només el títol de "segellador". La inscripció data de l'any 41 del rei Mentuhotep II. En els relleus del temple funerari de Mentuhotep II a Deir el-Bahari, Meketra té el títol de tresorer reial, per la qual cosa havia ascendit i substituït a Jeti. El mateix càrrec es va trobar en una escultura en la tomba de Meketra, mentre que en fragments de relleu en la tomba tenia el càrrec principal de supervisor de la casa.
Com a tresorer i supervisor de la casa, degué ser predecessor d'Ipi.

## Tomba
La seva tomba (TT280) és a Sheikh Abd al-Gurnah, a la necròpoli tebana, a prop d'una tomba reial, gran i inacabada, que es va atribuir al rei Mentuhotep III i, després d'una nova recerca, a Amenemhet I. Per tant, el més probable és que Meketra morís en l'època d'aquest darrer.
La TT280 albergava rèpliques de fusta, que representaven activitats de la vida quotidiana en l'Antic Egipte, amb figuretes de dones portadores d'ofrenes, cervesers, forners, fusters, barques i bestiar, cases en miniatura i jardins. En un grup apareix al costat del seu fill Antef, sota dosser, en una barca de rems i, en una altra, en un veler. Algunes rèpliques i altres objectes de la tomba se'n poden veure al Museu del Caire i al Museu Metropolità d'Art de Nova York. La tomba contigua és la d'Antef (In-Yotef), príncep hereu, supervisor de segelladors (tresorer).